# Pohjois-Virmas och Etelä-Virmas
Pohjois-Virmas och Etelä-Virmas eller Virmasjärvi är en sjö i Finland. Den ligger i kommunen Pieksämäki i landskapet Södra Savolax, i den södra delen av landet, 250 km nordost om huvudstaden Helsingfors. Pohjois-Virmas och Etelä-Virmas ligger 120,2 meter över havet. Den är 14,4 meter djup. Arean är 11,91 kvadratkilometer och strandlinjen är 54,15 kilometer lång. Sjön  ingår i Vuoksens huvudavrinningsområde.   I omgivningarna runt Pohjois-Virmas och Etelä-Virmas växer i huvudsak blandskog.
De största öarna i sjön är Nuottasaari och Pihlajasaari som båda ligger i Etelä-Virmas.